# Eddie Hodges
Eddie Hodges (Misisipi, Estados Unidos, 5 de marzo de 1947) es un famoso ex niño actor, especialmente recordado por su actuación en la película A Hole in the Head de 1959, donde cantaba junto a Frank Sinatra la canción High Hopes del compositor Jimmy Van Heusen, canción que ganó el premio Óscar a la mejor canción original el año de 1959. En 1961 su versión de " I'm Gonna Knock on Your Door " de los Isley Brothers alcanzó el puesto 12 en el Billboard Hot 100, quien dejó el mundo del espectáculo siendo adulto.

### Primeros años
Hodges nació en Hattiesburg, Mississippi, Estados Unidos, y viajó a la ciudad de Nueva York con su familia en 1952. Esto inició una larga carrera en el mundo del espectáculo para Hodges en películas, escenarios y grabaciones populares.

## Carrera

### Debut
A la edad de diez años, Hodges hizo su debut como actor profesional en el escenario en el musical de Broadway The Music Man de Meredith Willson de 1957, en el que interpretó el personaje de Winthrop Paroo, e introdujo la canción "Gary, Indiana", con Robert Preston y Pert Kelton.

### Cine
Hizo su debut cinematográfico en la película de 1959 A Hole in the Head con Frank Sinatra y Edward G. Robinson, en la que Hodges y Sinatra interpretaron la canción " High Hopes ". Sin embargo, cuando Sinatra grabó la canción para Capitol Records, Hodges no fue invitado a participar ya que su sello discográfico, Decca, no le concedió permiso para grabar en Capitol. [¿Por qué?]. Nunca se ha sabido pero posiblemente por políticas propias del sello discográfico.
Hodges hizo ocho largometrajes y numerosas apariciones especiales en televisión. Probablemente sea mejor recordado por interpretar el papel principal en la película de Michael Curtiz de 1960 Las aventuras de Huckleberry Finn. También apareció en la película de 1962 Advise and Consent en un papel secundario, así como en las películas de Disney, Summer Magic (1963) y The Happiest Millionaire (1967).

### Televisión
Hodges hizo apariciones especiales en programas como Bonanza, Gunsmoke, Cimarron Strip y The Dick Van Dyke Show. El 2 de agosto de 1959, Hodges fue el "invitado misterioso" en el popular programa de panel What's My Line?.
El 4 de octubre de 1957, el día en que la Unión Soviética lanzó el satélite Sputnik 1, Hodges hizo una aparición memorable en el programa de juegos Name That Tune en el que se asoció con el entonces Mayor (y futuro astronauta y senador de los Estados Unidos) John Glenn.
A principios de la década de 1990, el adulto Hodges apareció en vivo en un programa de entrevistas en la televisión sueca, donde tocó la guitarra y cantó "I'm Gonna Knock on Your Door".

### Grabaciones
Hodges publicó su primer sencillo en 1958, un dueto con Julia Meade llamado "¿Cómo sería en el cielo?" En 1959, a los 12 años, Hodges se convirtió en el primer ganador del premio Grammy de Mississippi por su contribución al álbum original del elenco de Broadway de The Music Man, en el que cantó un solo ("The Wells Fargo Wagon") y fue acreditado como el cantante principal de la canción. "Gary, Indiana". Fue el primer año en que se entregaron los Grammy.
En 1961, a los 14 años, Hodges grabó su mayor éxito para Cadence Records, " I'm Gonna Knock on Your Door ". También obtuvo un éxito menor con "(Girls, Girls, Girls) Made to Love", una canción escrita por Phil Everly y originalmente grabada por los Everly Brothers. Posteriormente grabó para varios otros sellos discográficos, emitiendo un total de 15 sencillos como intérprete entre 1958 y 1967.
Antes de dejar Hollywood, fue músico sindical, productor discográfico, compositor y editor musical. Colaboró con Tandyn Almer como coguionista y coproductor de un sencillo que no llegó a las listas del grupo de rock The Paper Fortress en 1968. Además, era dueño de su propio negocio de publicación de música. Hodges continúa escribiendo canciones hoy, pero ya no está involucrado profesionalmente en la industria de la música.

### Vida personal
Hodges fue reclutado por el ejército durante la guerra de Vietnam a fines de la década de 1960, pero permaneció en los Estados Unidos, en una misión que no era de combate. Después de ser dado de alta, regresó a Hollywood y se desilusionó con el mundo del espectáculo. Decidió regresar a su Mississippi natal e ingresó a la Universidad del Sur de Mississippi, donde recibió su Licenciatura en Psicología y una Maestría en Consejería. [8] Se convirtió en consejero de salud mental y finalmente se retiró de la práctica después de una larga carrera en el campo.
Hodges se convirtió al catolicismo en 1998. Está divorciado y tiene dos hijos adultos y seis nietos. De vez en cuando se pone en contacto con sus viejos amigos del mundo del espectáculo y todavía escribe canciones, aunque no puede tocar la guitarra debido a lesiones en los nervios espinales. Hodges superó el huracán Katrina en 2005 e informó a sus fanáticos que estaba bien después de estar sin agua, electricidad y contacto telefónico/internet durante 19 días hasta que finalmente se restablecieron los servicios públicos.